# 凱迪拉克V系
凱迪拉克V系列（V series）並非單一車款，它是由通用汽車的性能部門為凱迪拉克特別調整的高性能車輛系列，每款經過調教的凱迪拉克將會在車款名稱前冠上「V」字，且皆為後輪驅動或全輪驅動，常見的車款如：CTS-V、ATS-V，另外房車賽、原型車賽也都將以V作為品牌特徵。

## 歷史
西元2000年，凱迪拉克進行品牌重塑，從車輛的名稱、外型、設計、產品定位等方面皆全面改革，在設計上，凱迪拉克提出了“藝術與科學”的設計語彙，象徵著積極與前衛，於是在2003年成立了性能部門，目的在於跳脫以往凱迪拉克為長輩品牌的刻板印象，吸引年輕族群，並以寶馬M Power 、賓士AMG 等日系及歐系車廠為競爭對手。
選擇字母「V」的涵義在於，凱迪拉克自1930年代推出V12與V16引擎及系列車款後，取得相當大的成功，甚至鞏固了凱迪拉克對於高端消費市場的定位，隨後將V字母與廠徽標誌融合，象徵著V型引擎，一直到60年代皆是如此，於是將V型字母當作品牌標示象徵著凱迪拉克的動力精神。

## 第一代V系

### CTS-V

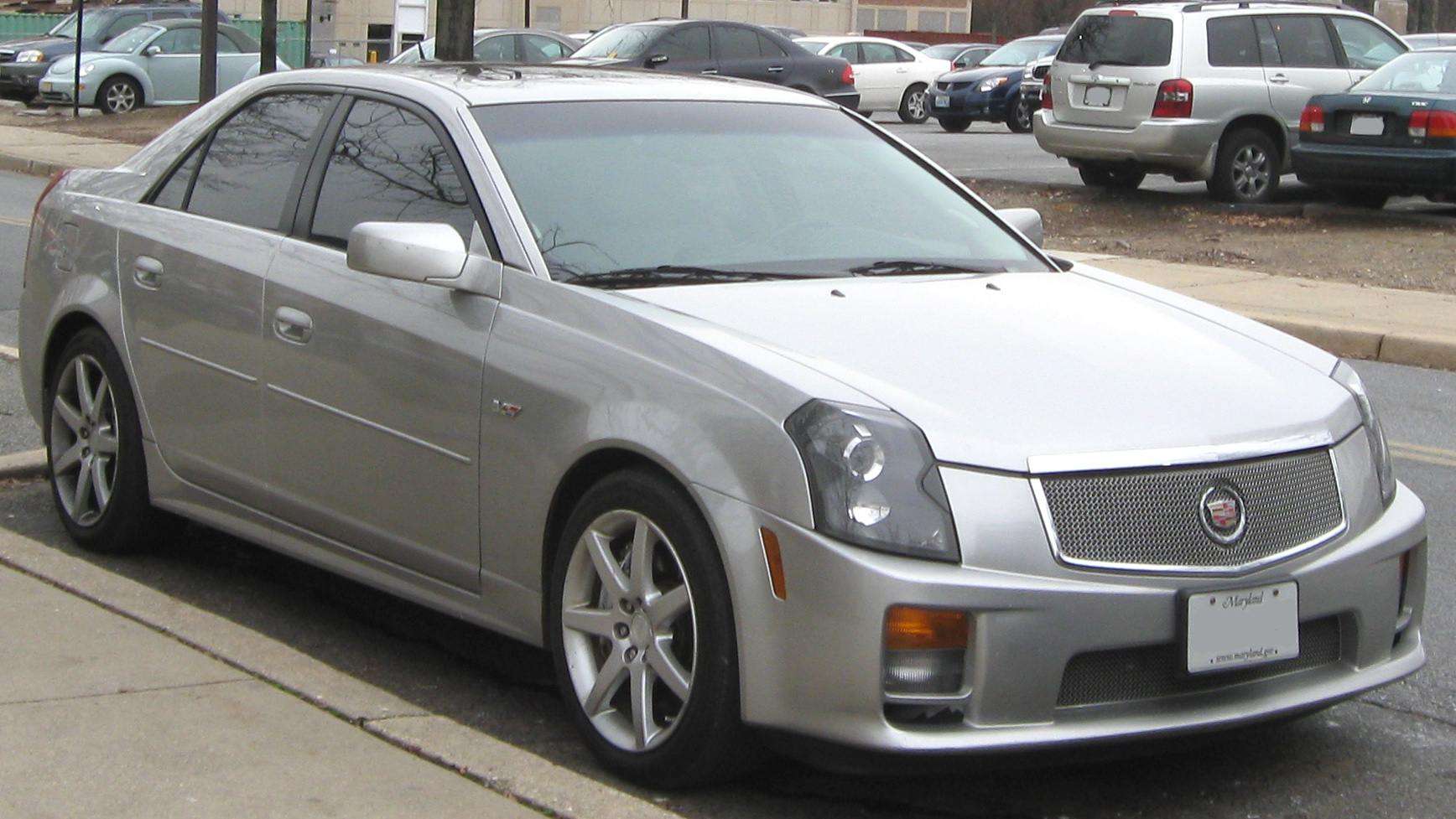
2004 CTS-V

CTS-V 作為V系列第一款車，2004年推出，皆搭載了5.7L LS6 V8 引擎（達400匹馬力、6000rpm、395磅/英尺），六速Tremec T56手動變速器，14+ 的轉子以及Brembo 的四活塞制動卡鉗，在懸吊部分也有升級。之後在2006年和2007年的CTS-V搭載6.0L LS2 V-8 引擎，取代了逐漸被淘汰的LS6，但都擁有相同的HP和扭矩值（峰值扭矩高達400rmp）。

### XLR-V

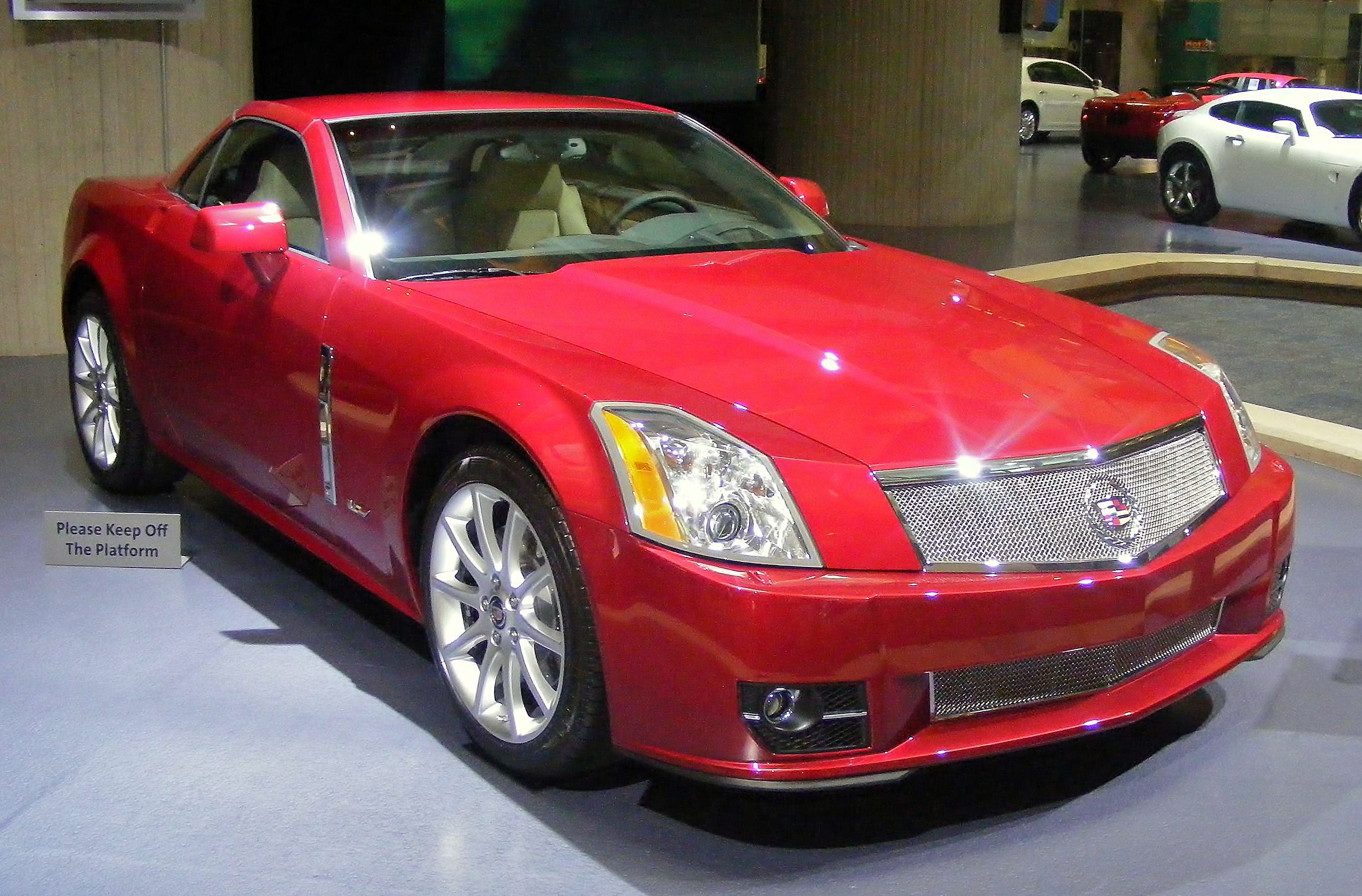
2005 XLR-V

V系列中的第二款車為XLR-V，2005年推出，為普通版XLR的性能化版本，與雪佛蘭 Corvette C6 為雙生車。XLR-V 使用4.4升V8機械增壓北極星引擎與六速自排，可產生 443匹馬力（330千瓦）和 414磅·英尺（561牛頓米）的紐距。配置方面則包括19吋輪胎、觸控式GPS導航、XM衛星收音機、全語音控制車機、Bose音響、定速，寶格麗製作的儀錶板、HID大燈、冷暖加熱真皮座椅、記憶座椅、鋁合金輪圈及木紋內飾。基本價格為98,000美元，到2008年達到101,300美元，成為通用汽車有史以來最貴的汽車之一。

### STS-V

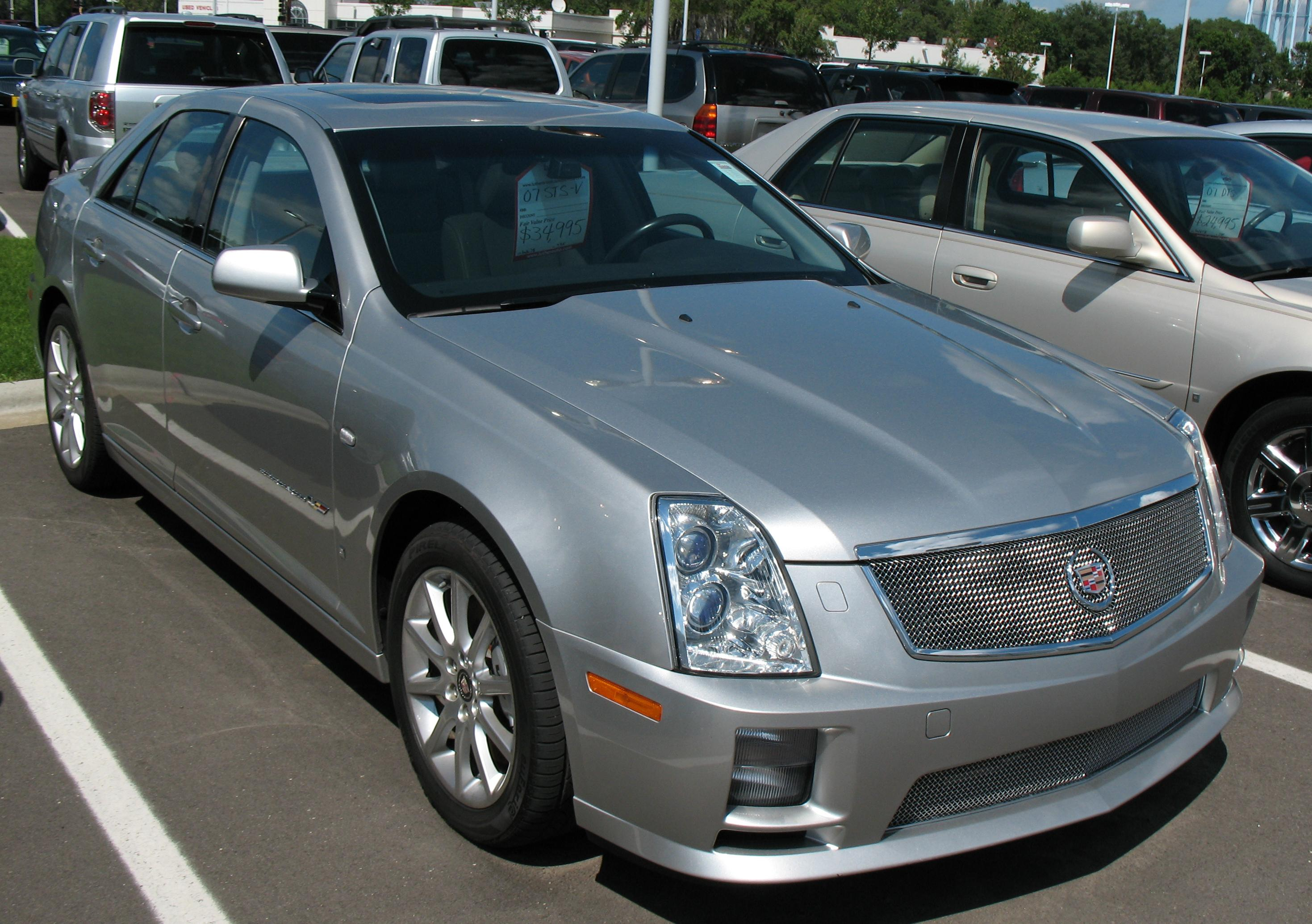
2007 STS-V

STS-V 為V系列中第三款車，2005年推出，與XLR-V同樣搭載4.4升V8機械增壓北極星引擎與六速自排，最大馬力469匹，扭距為39 磅⋅英尺（595 牛頓⋅米），壓縮比9.0 : 1。外觀方面同樣將水箱罩、保險桿、尾部都做了小修改，而內裝方面，STS-V 還與德國公司Dräxlmaier合作 (邁巴赫57/62的內裝同樣為該公司製作)，提供了STS-V獨有的雙色烏木與探戈紅兩種顏色選擇。台灣方面則有限量11台的配額引進。2006-2009年間共售出約2500台左右。

## 第二代V系
由於金融海嘯及產品整治，XLR-V 及 STS-V 兩款車皆於2009年停產。同年凱迪拉克推出了第二代CTS-V，搭載著 6.2 升LSA V8引擎，與雪佛蘭Corvette C6 ZR1同顆。最大馬力高達556匹（415千瓦）和551磅⋅英尺（747牛頓米）的扭矩，六速手排(同時也有自排的選擇)，六活塞Brembo卡鉗、壓縮比為 9.1 : 1，內裝標準配備包括：真皮座椅、橫向加速度計、19吋鋁合金輪圈、米其林Pilot Sport PS2輪胎、內建40GB硬碟供音響使用、LED 換檔提醒燈號；選配則有消光輪圈、天窗、導航、14向可調節的Recaro座椅。當年CTS-V的基本售價為59，995美元起，共計生產約 59,716輛。
另外，除了四門轎車版以外，還有雙門(Coupe)與五門(Wagon)的變體，動力皆與轎車版相同，2009年CTS-V被CAR and DRIVER 雜誌評為十大最佳車款中。 而根據通用表示，CTS-V轎車的0-100加速時間為3.9秒，雙門版及旅行車版本為4.0秒。四門版更是在紐伯林北環賽道上刷出7：59.32的單圈紀錄，成為史上最速量產四門轎車，直到2009年7月才被保時捷Panamera Turbo 以7：56的紀錄超越。

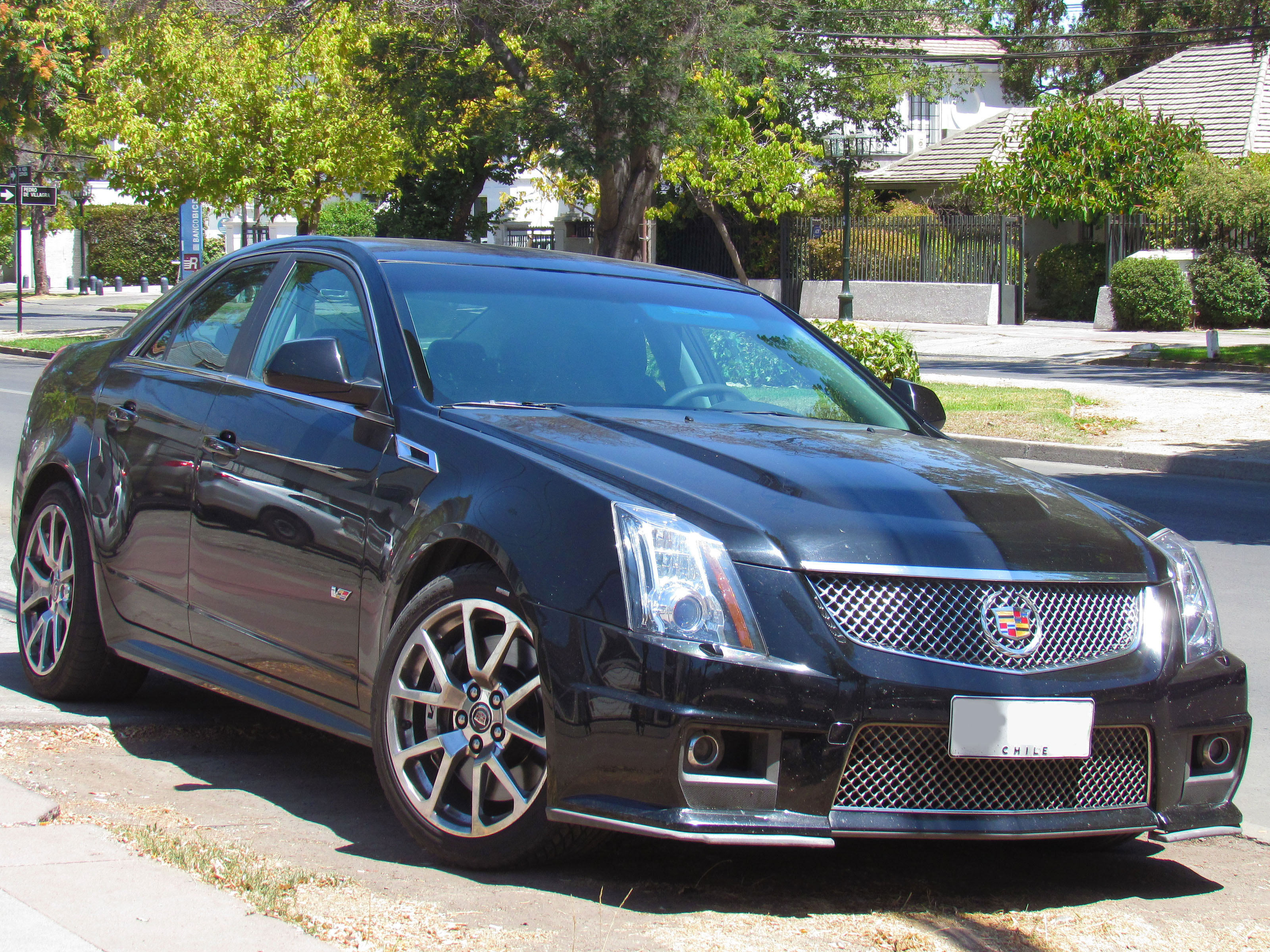
四門版CTS-V
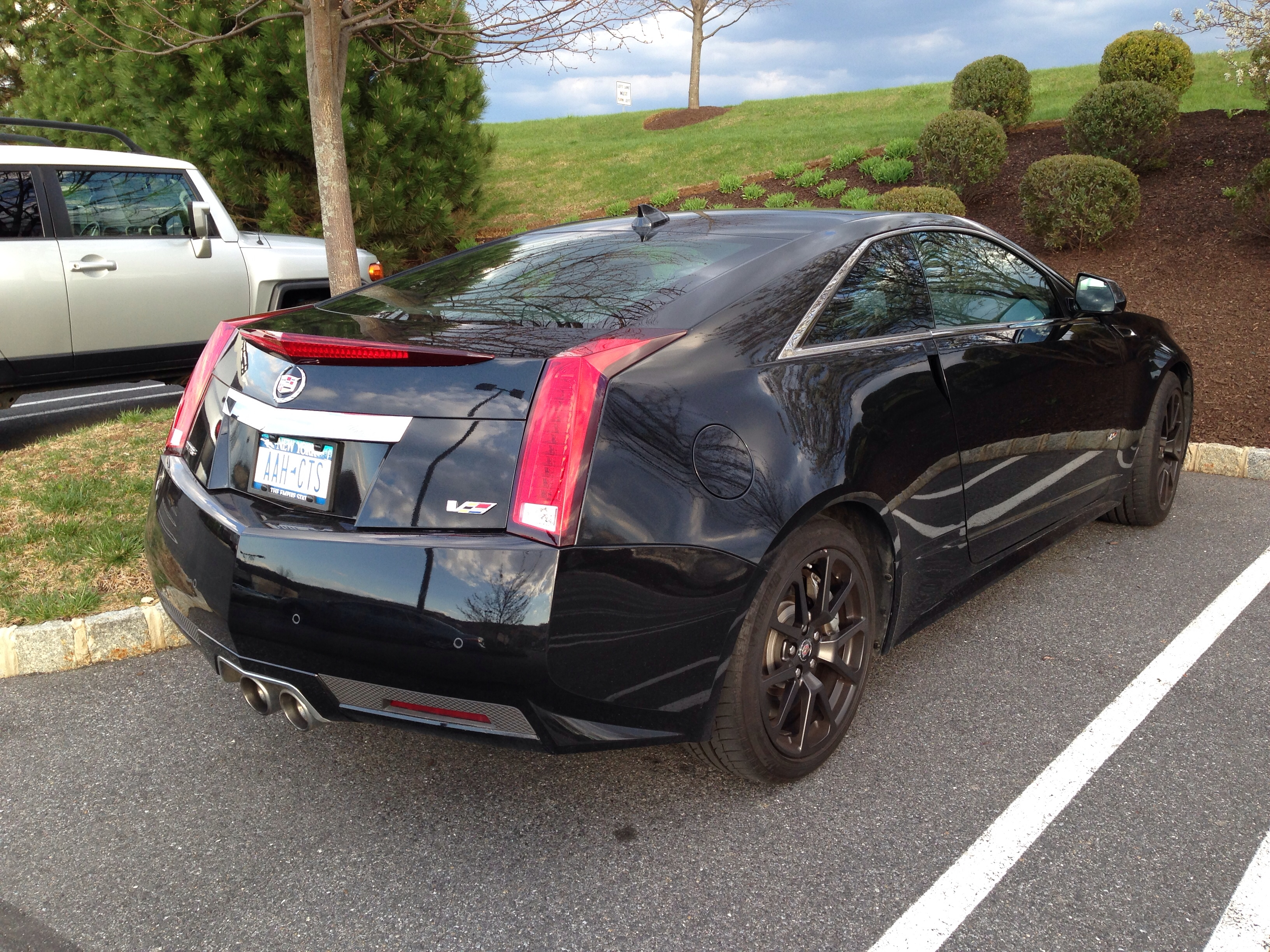
雙門版CTS-V
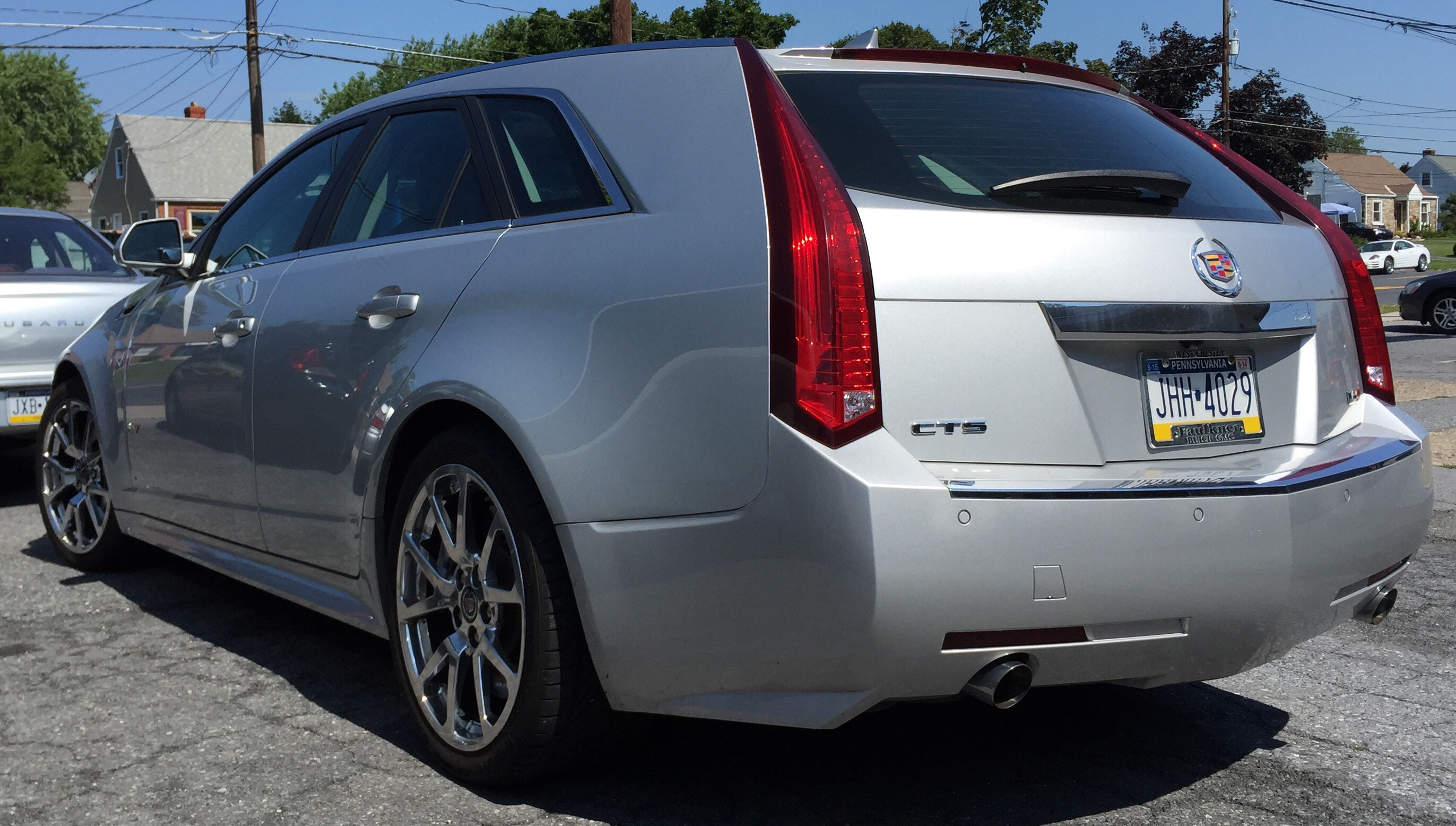
五門版CTS-V

## 第三代V系

### CTS-V

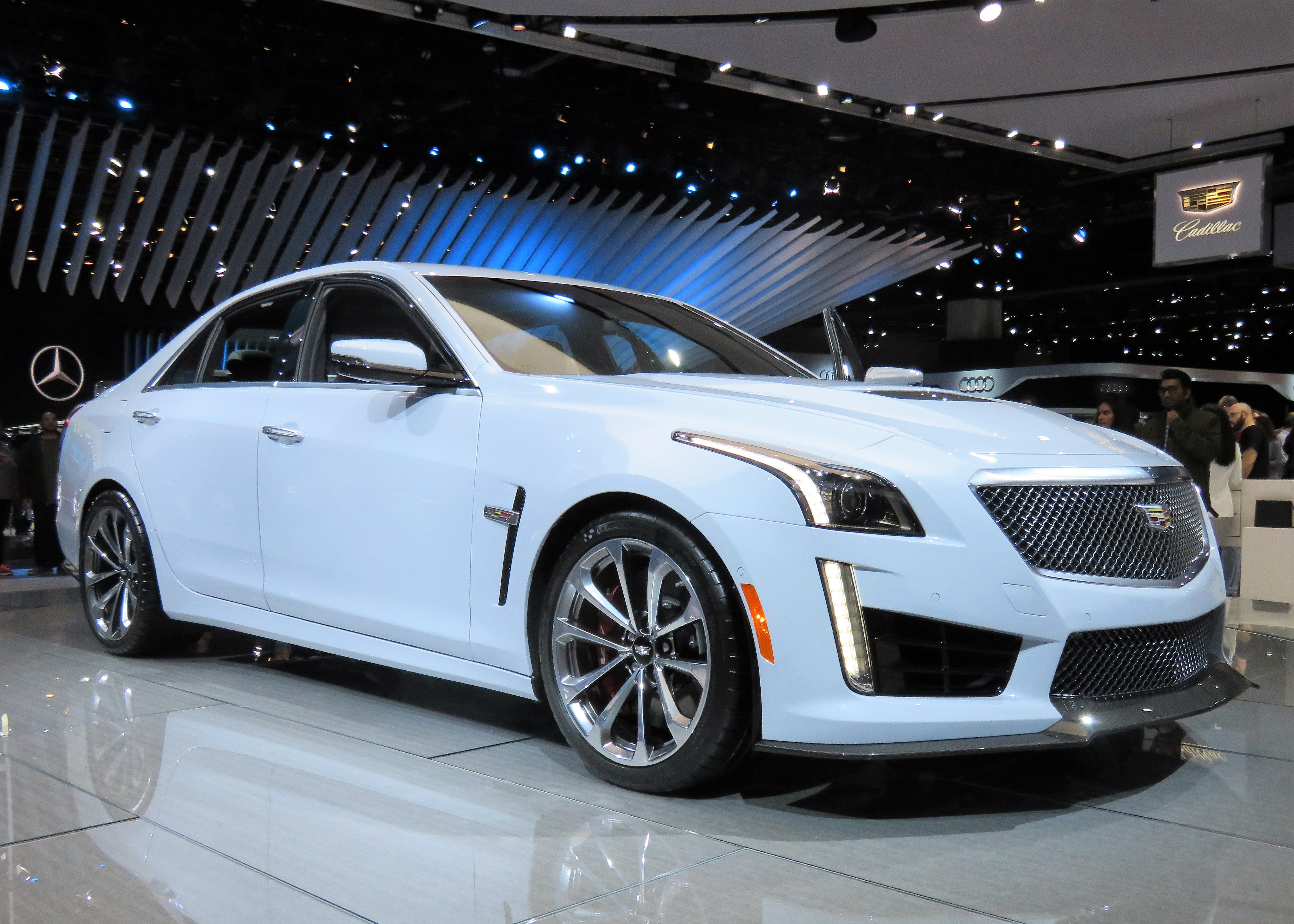
2018 CTS-V

第三代CTS-V 於2016年推出，搭載了與雪佛蘭Corvette Z06同顆 6.2升 LT4 V8機械增壓引擎，在6400轉時輸出最高馬力640匹（477 kW），扭距則在3600轉時630 磅.呎（854 牛頓米），在當時有四門Corvette的稱號，極速可達322公里/小時。重4,145磅（1,880毫克）。並配備了8速自動變速箱，0-100加速只需3.5秒。 第三代CTS-V 於2019年正式停產，期間共計售出4700多台。

### ATS-V

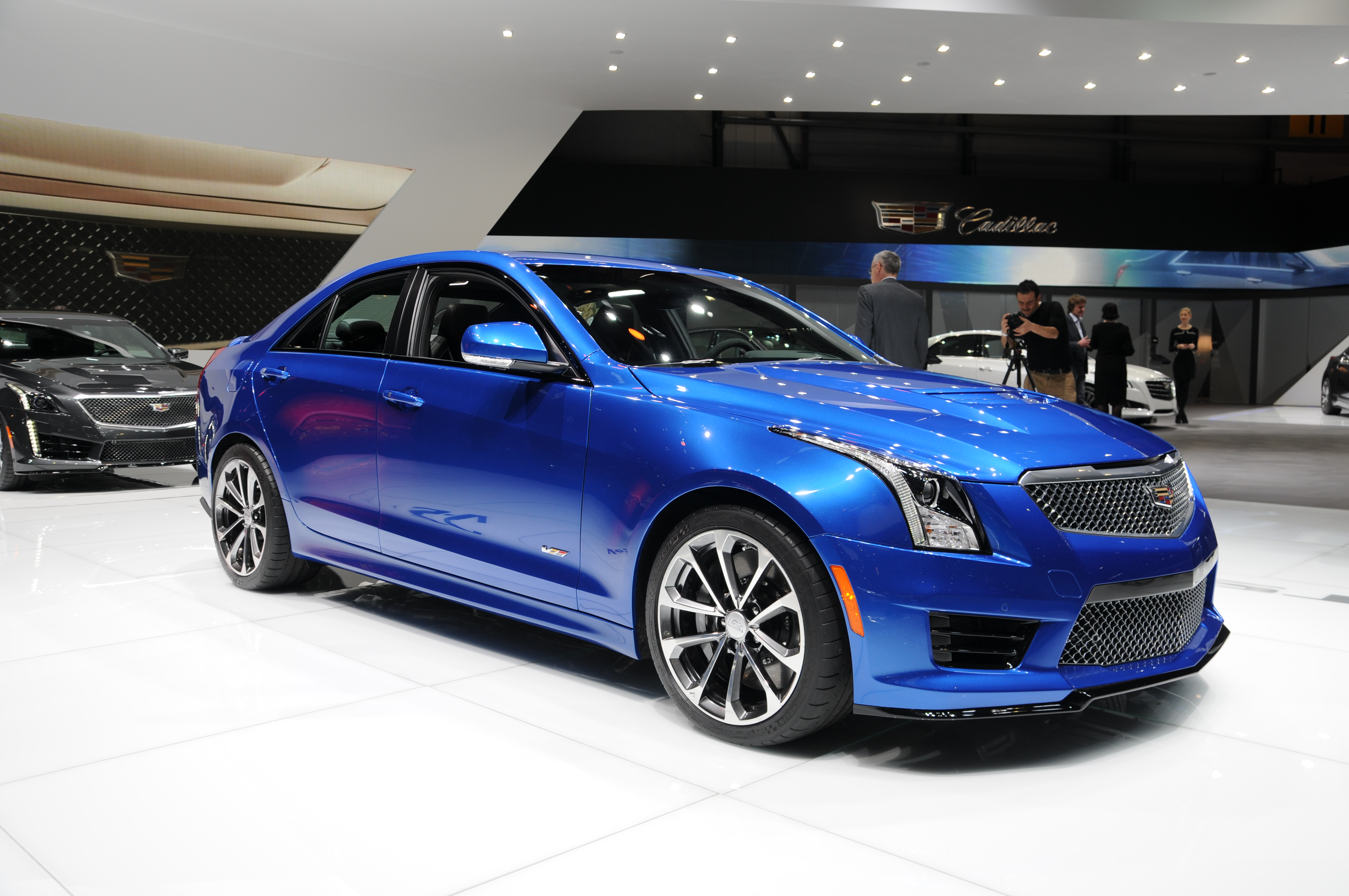
2015 ATS-V 四門

原先CTS-V是介於與寶馬3系與5系之間，隨著汽車越做越大台，第三代CTS-V以與寶馬5系相同級距，於是凱迪拉克推出ATS-V，與寶馬M3抗衡，值得注意的是，ATS-V同時擁有四門及雙門版本(CTS-V僅有四門)。另外，ATS-V配備了3.6升 LF4 V6 DOHC 雙渦輪增壓引擎，產生464匹馬力（346千瓦）和445磅英尺（603牛頓米）扭距，百公里加速僅需3.7秒，並提供六速手排與八速自排選擇，同時也是凱迪拉克 V 系列性能車中第一台使用 V6引擎的車款。

### V-sport
V-Sport 為一個選配選項，並非一款車型，如同福斯的R-Line、AMG Line、GR Sport等品牌，為外觀上性能套件的增加，從大型豪華房車 XTS、中型豪華房車CTS 以及 CT6 皆有 V-sport版本可供選擇，但於2019年-2020年車款停產後也隨之取消。

## 第四代V系

### CT4-V

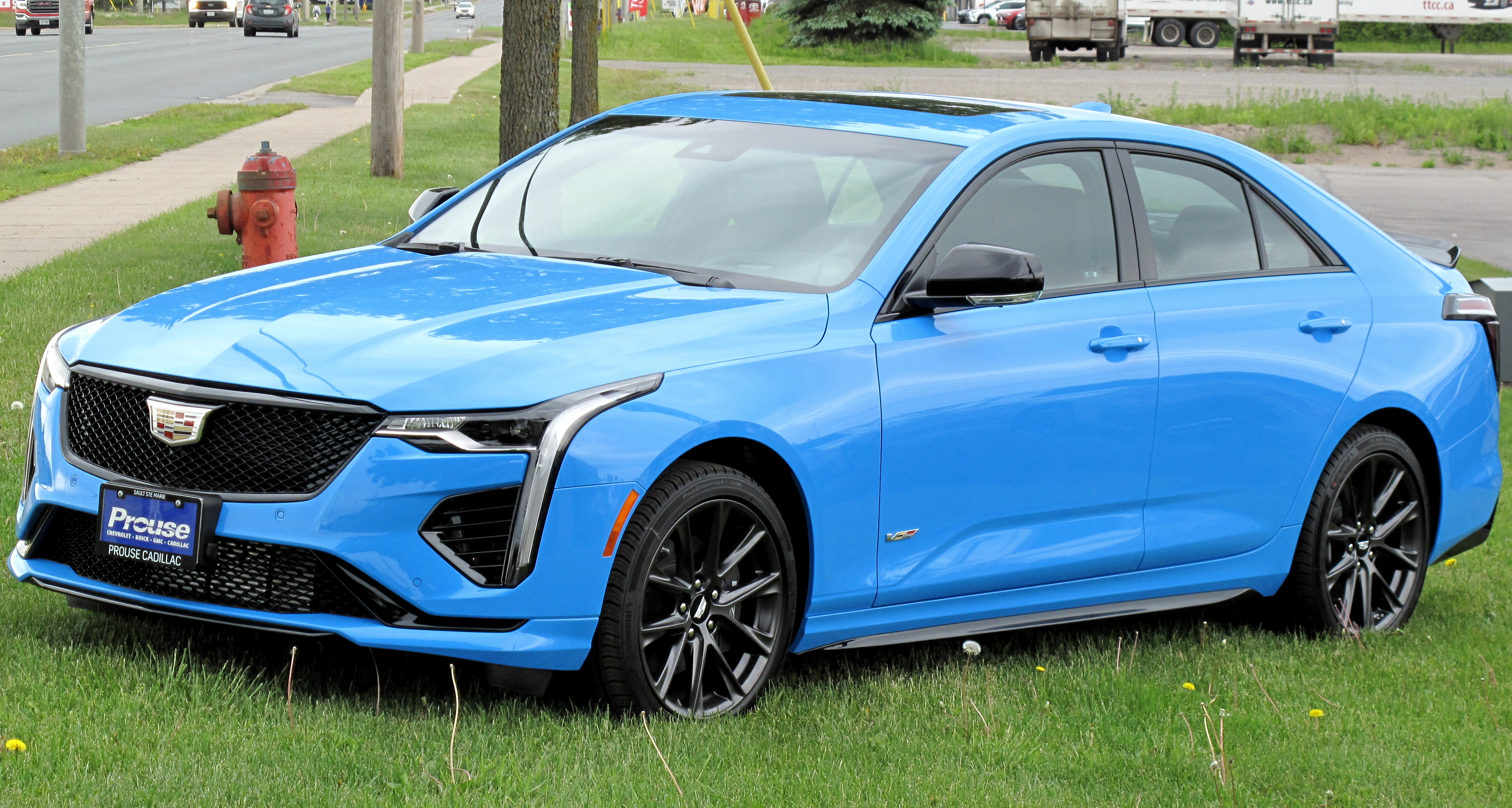
2022 CT4-V

於2019年5月30日推出了，為CT4的性能版，以取代先前停產的ATS-V ，除全車鍍鉻部分黑化、中網及車燈都有做燻黑化處理，同樣使用進階豪華版的2.7升直列四缸引擎，並提供10速自排、325匹馬力、0-100加速只需4.8秒，售價從49,895美元起。

### CT5-V

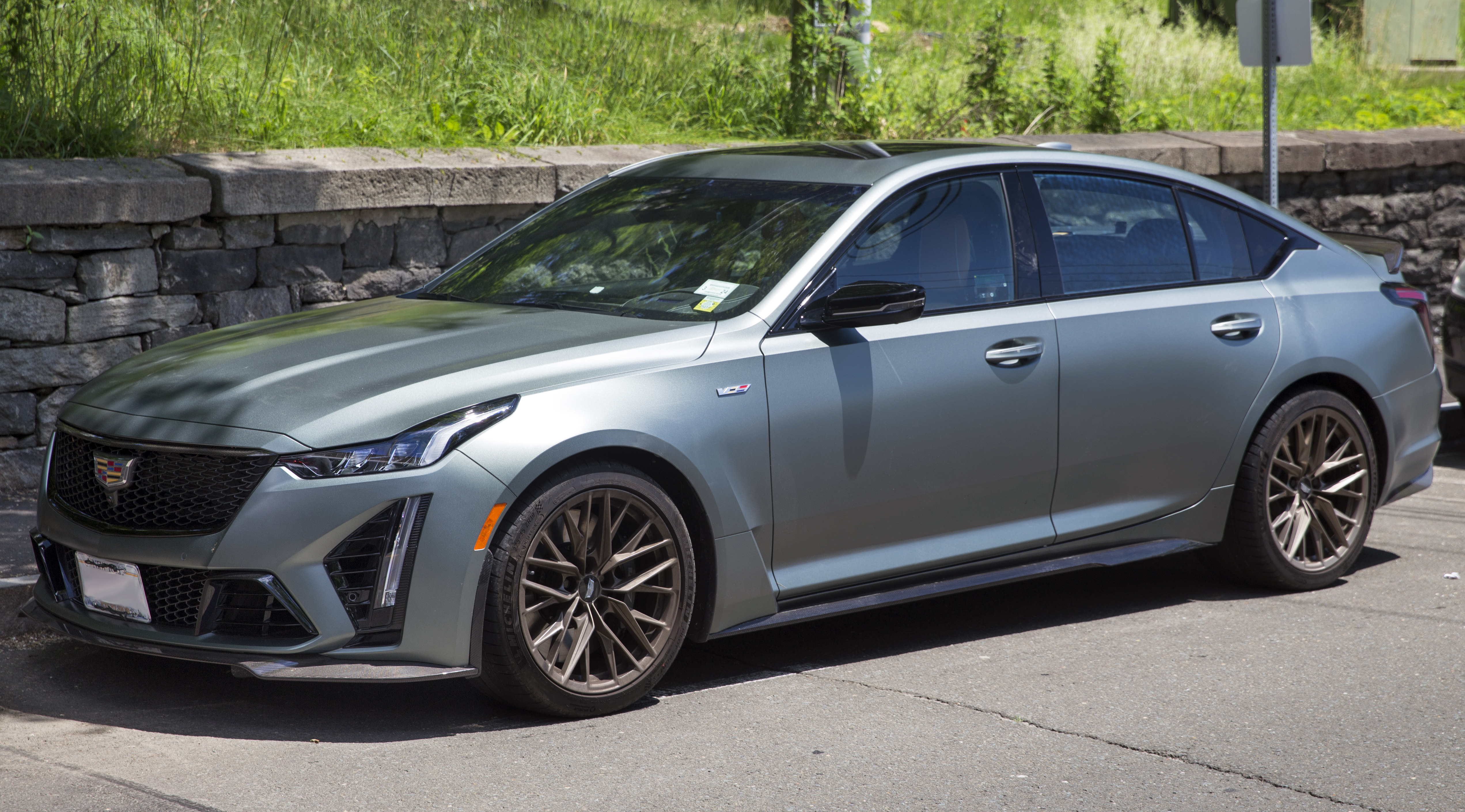
2022 CT5-V

與CT4-V一同時間推出，為取代了CTS-V和XTS V-Sport。CT5-V配置3.0升LGY雙渦輪V6引擎，10速自排，轉速於5400rpm時可產生360 匹（268 kW）的功率，而在2350-4000rpm時產生549 牛頓米的扭矩，0-100加速僅需4.9秒。美國2022年式起價為50,095美元。

### CT6-V

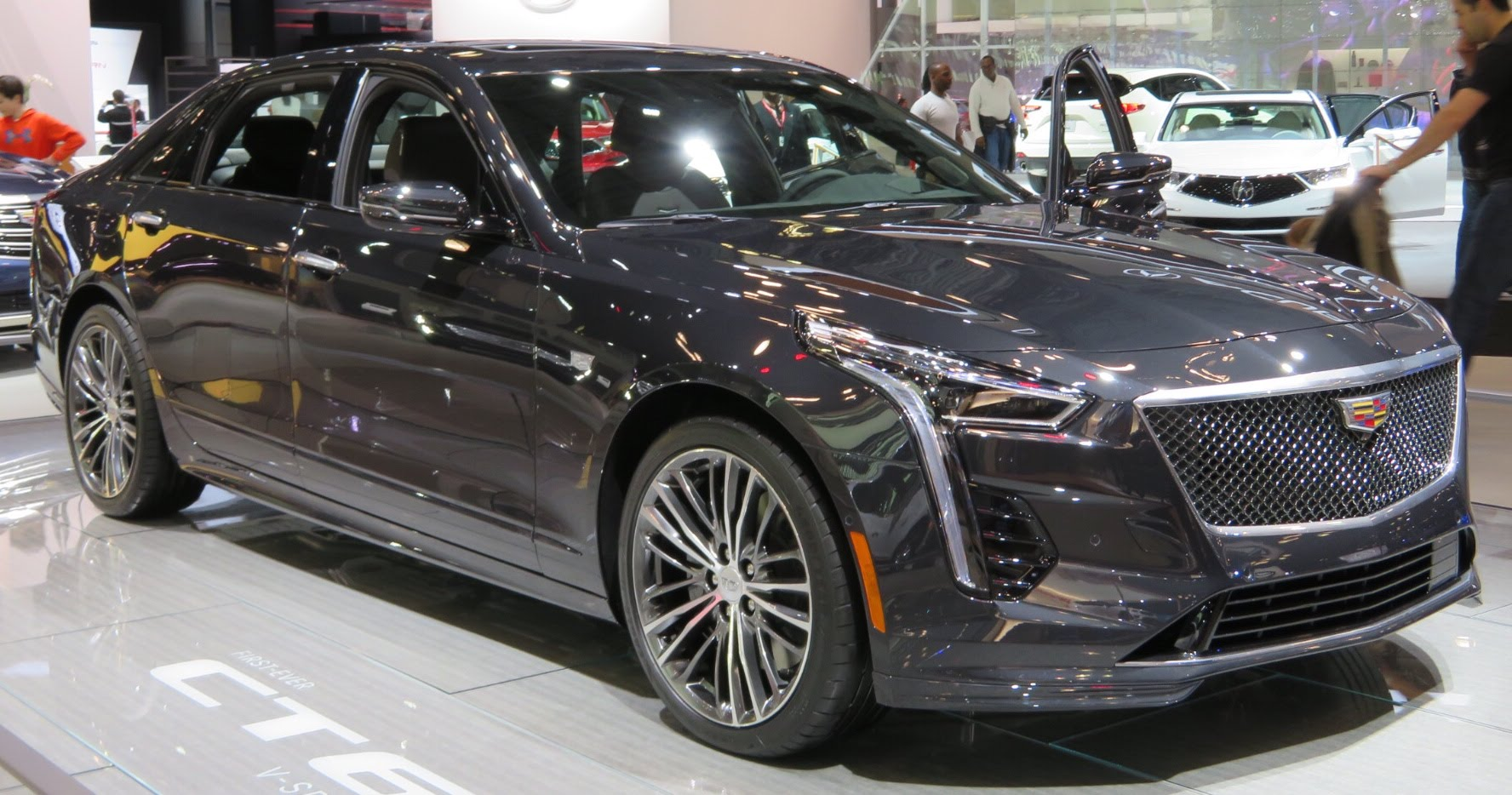
2019 CT6-V

CT6-V 是凱迪拉克手工製造的 4.2升V8 Blackwing雙渦輪增壓引擎的車款，可產生550匹馬力（410千瓦）和640磅英尺（870牛頓米）的扭矩，百公里加速3.8秒。CT6-V 為全輪驅動，也是V系列中第一款使用全輪驅動的車款，更是有史以來第一款配備AWD的 V8 轎車。另外，多虧了超輕的OMEGA平臺、主動式後輪轉向和全輪驅動，CT6-V 也比同級距車款更敏捷與、靈活，目前已停產。

### Blackwing
Blackwing 為凱迪拉克於2021年推出的車系，為V系列性能車的進階版，目前有兩個車款，分別為CT4-V與CT5-V。
CT4-V Blackwing 從 CT4-V 的2.7升進階成3.6升V6雙渦輪引擎，馬力上看至472匹，除10速自排之外更提供了6速手排選項，0-100加速更縮短至3.9秒  ，售價則從58,995美元起。而 CT5-V Blackwing為 CTS-V的後繼車款。搭載6.2升V8機械增壓引擎，可產生668馬力（498千瓦）和659磅⋅英尺（893牛頓米）的扭矩，0-100加速更是縮短至3.4秒，標配6速手排(同時也有10速自排可供選擇)。

### Escalade-V
凱迪拉克於2022年春季推出了 Escalade-V，為旗下全尺寸豪華休旅車Escalade的性能版，同樣分為標準版(5,382毫米)與長軸版(5,766毫米)兩個車型，動力皆為6.2升機械增壓V8，可輸出馬力682匹(6,000rpm)與885牛頓米扭力(4,400rpm)，10速手自排變速系統、全時四輪驅動系統、主動式氣壓懸吊系統，0-100公里加速僅4.4秒，建議售價為149,990美元起。

## V系賽車
凱迪拉克除了推出一般市售性能車款外，還有參加許多國內外賽事，並且針對不同賽事打造相關規格車款。
- 凱迪拉克 SCCA CTS-V : 為2004-2007年北美SCCA挑戰賽賽車。搭載5.7升V8、自然進氣、500匹馬力、六速手排
- 凱迪拉克CTS-V Coupe race car : 為2011年北美SCCA挑戰賽賽車。搭載 6.2升V8、機械增壓、556 匹馬力、六速手排[11]
- 凱迪拉克ATS-V.R : 專為國際FIA GT3規格賽事而開發。搭載3.6升V6雙渦輪增壓、600匹馬力[12]
- 凱迪拉克DPi-V.R : 專為北美IMSA WeatherTech跑車錦標賽開發。6.2升V8、中置引擎、自然進氣、600匹馬力

- 凱迪拉克LMDh-V.R : 預計2023年重返利曼的混和動力原型賽車。 [13]

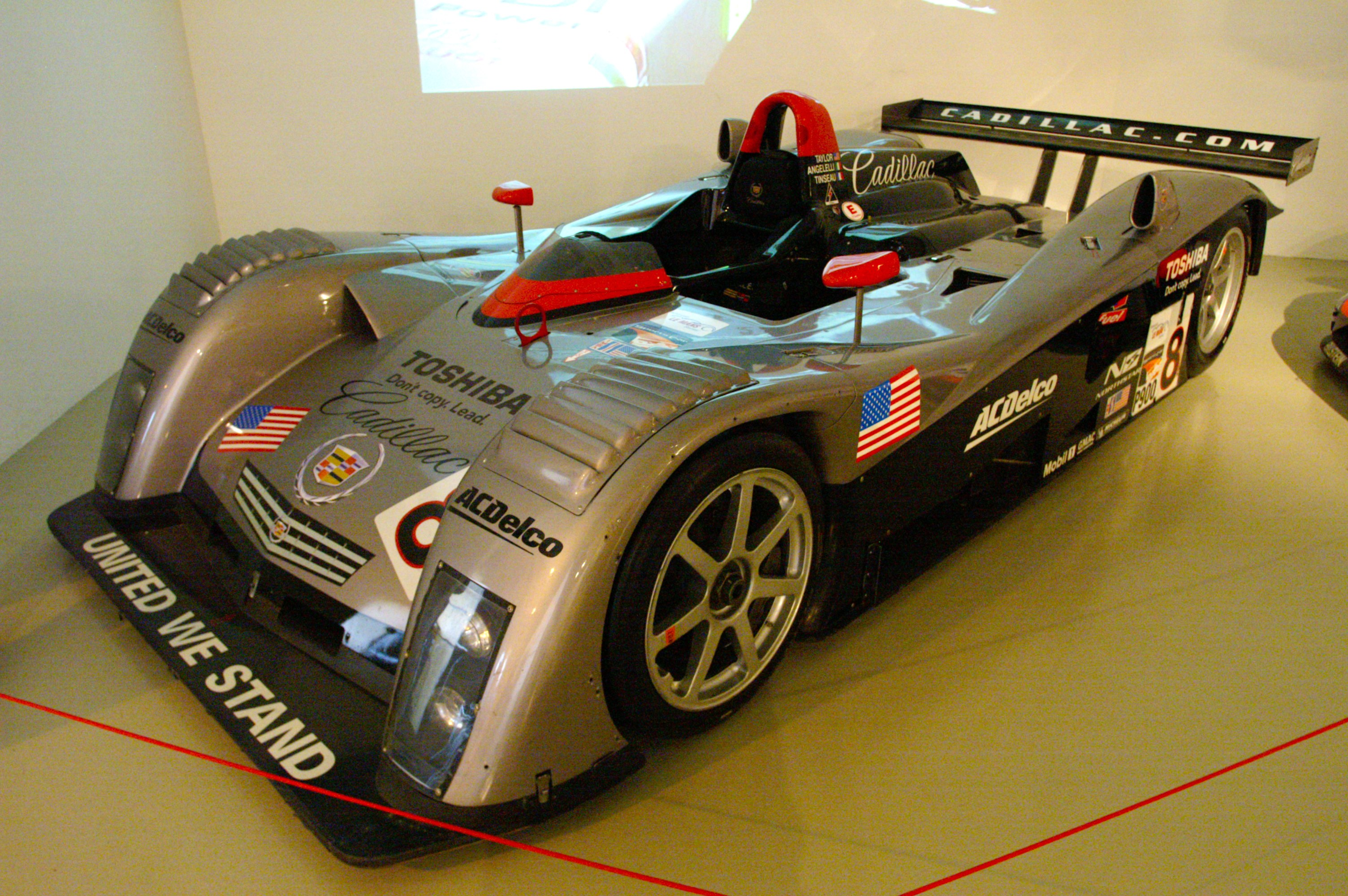
Cadillac Northstar LMP 900
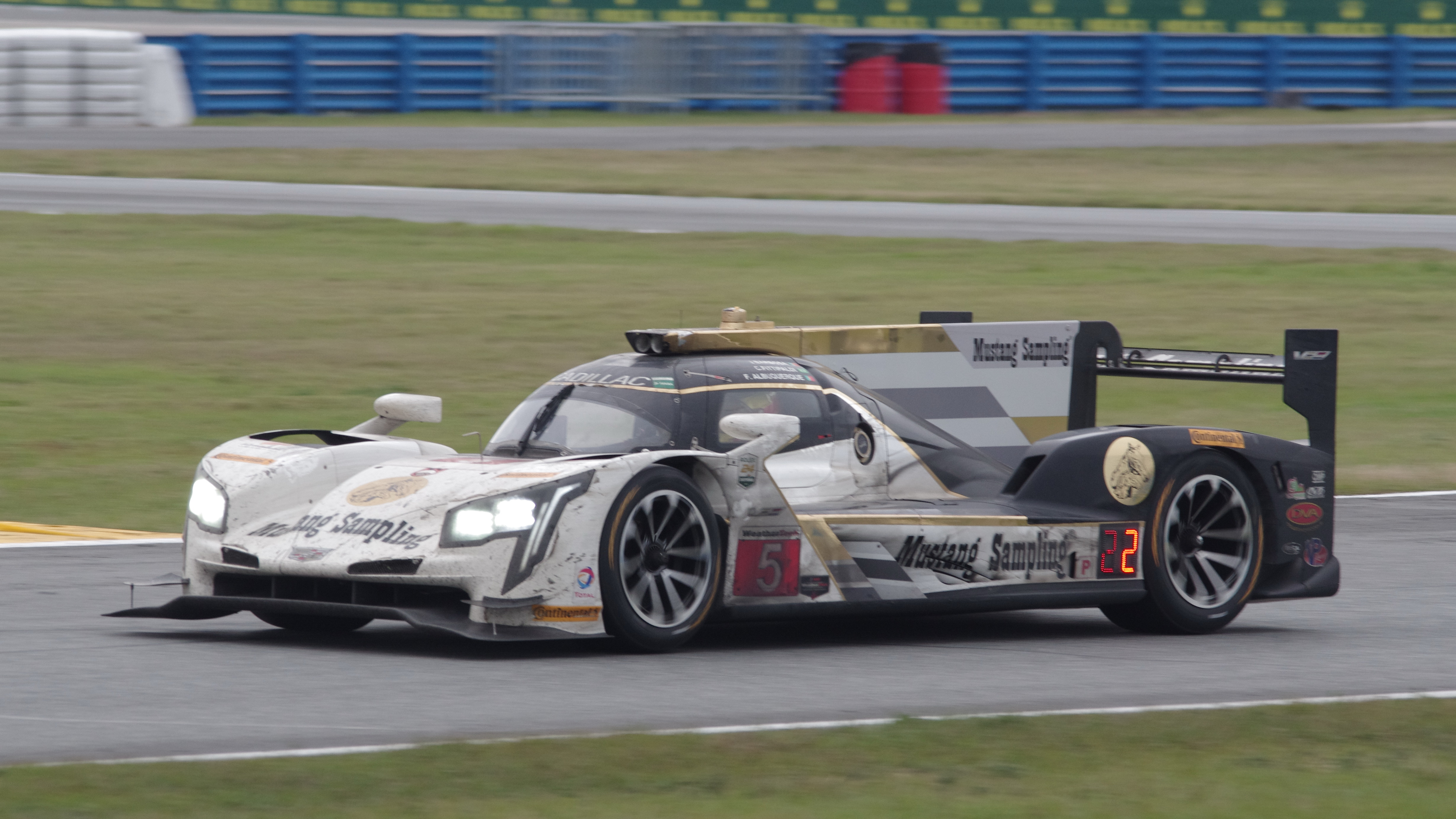
Cadillac DPi-V.R
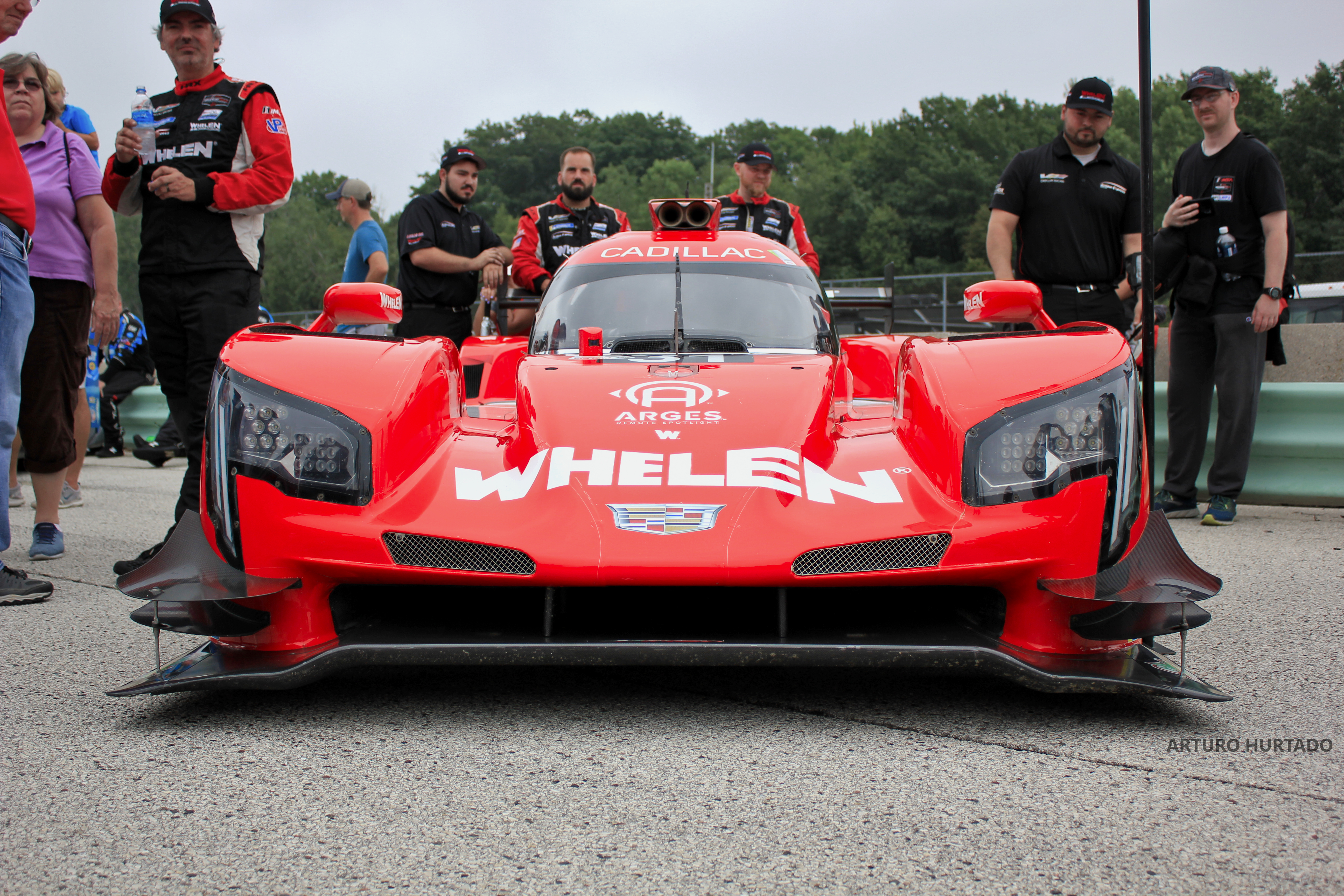
Cadillac DPi-V.R
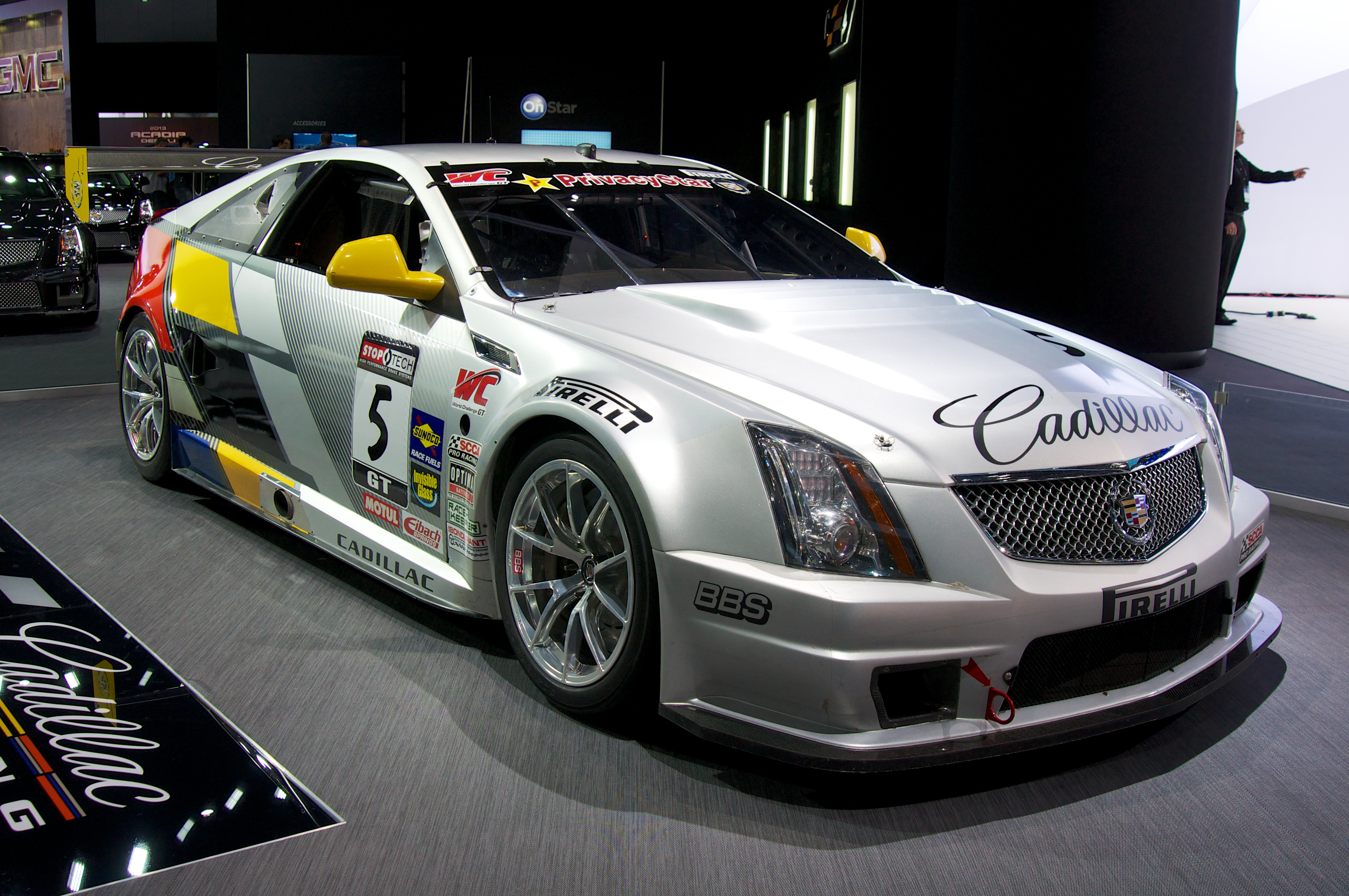
Cadillac CTS-V race car
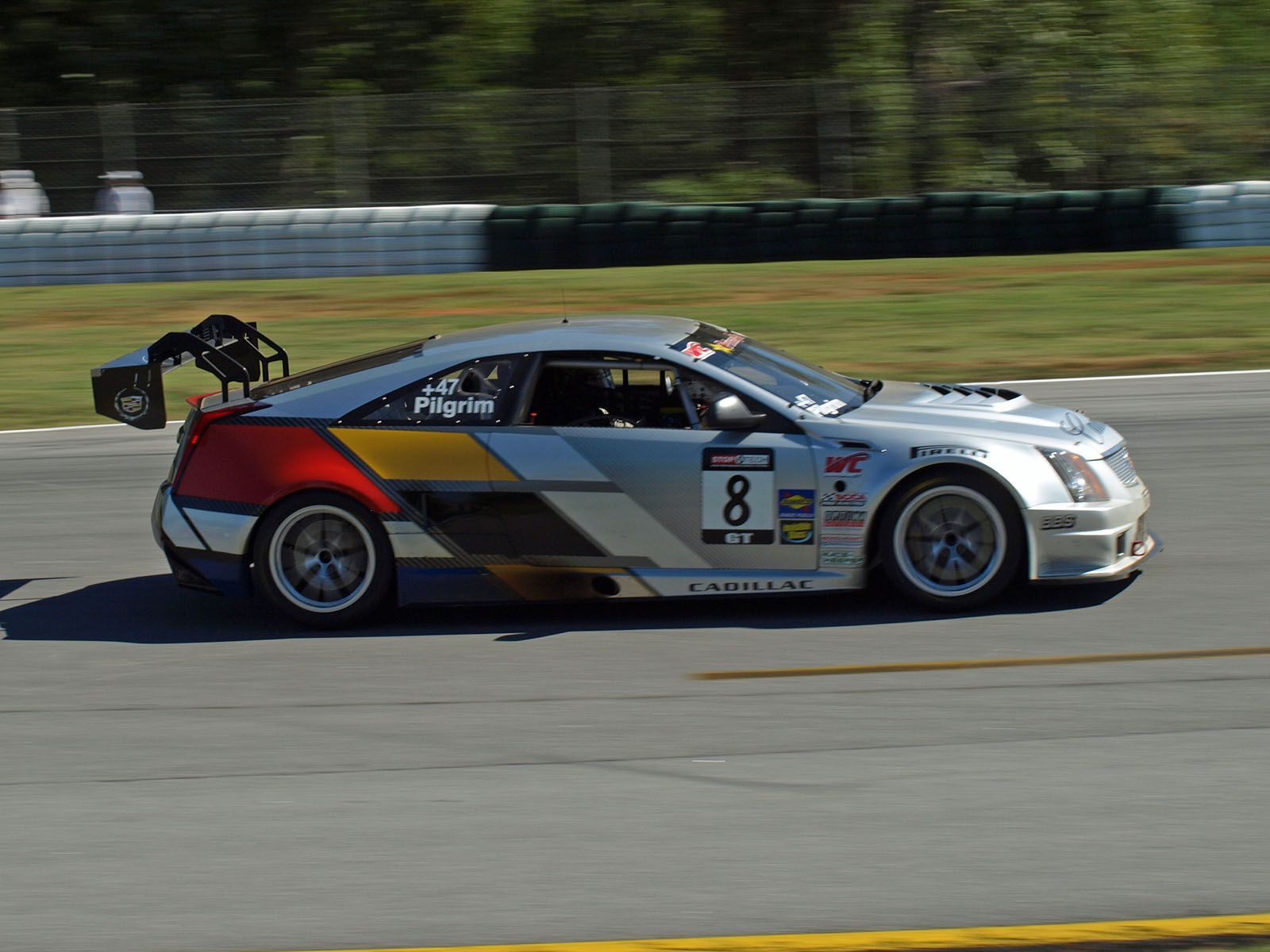
Cadillac CTS-V race car